# ワン・ワン・ライス
ワン・ワン・ライスは、細川内閣、羽田内閣で与党の要職に就いていた小沢一郎、市川雄一、米沢隆を総称して指す言葉。特に、小沢と市川の関係は「一・一ライン（いち・いち‐）」と呼ばれた。

## 概要
小沢一郎の一（one）、市川雄一の一（one）、米沢隆の米（rice）に因んで命名された。細川内閣および羽田内閣で三者とも与党各党の幹事長級の職に就いており「与党代表者会議」のメンバーであった。羽田政権崩壊後、小沢、市川、米沢の3名は羽田政権時の与党議員を中心とする新進党の結党に揃って参加した。
細川内閣当時は「ワン・ワン・ライス」は大きな発言力を保ったものの、与党内部が全て「ワン・ワン・ライス」の考えに賛同していたわけではなかった。特に連立与党幹部であった大内啓伍（民社党中央執行委員長、厚生大臣）、村山富市（日本社会党中央執行委員長）、武村正義（新党さきがけ代表、内閣官房長官）は彼ら「ワン・ワン・ライス」と意見を異にすることが多かった。大内啓伍の大（big）、村山富市の村（ムラ）、武村正義の村（ムラ）に因んで、彼らを「ビッグ・ムラ・ムラ」と総称するマスコミもあった（TBSテレビの『ブロードキャスター』など）。
羽田内閣においては、武村率いる新党さきがけは閣外協力に転じ、村山率いる日本社会党は連立政権から離脱したため、両者とも新進党の結党には参加していない。また、羽田政権の与党である民社党に所属していた大内も、新進党には参加しなかった（新進党不参加の経緯は大内啓伍#来歴を参照）。
羽田内閣総辞職後に発足した「自社さ連立政権」となる村山内閣では一転して、大内（自由連合総裁を経て、自由民主党へ入党）、村山（日本社会党中央執行委員長、内閣総理大臣）、武村（新党さきがけ代表）のいずれもが与党に所属していた。

## メンバーと政権発足時の役職
| 政権               | 非自民・非共産連立政権         | 非自民・非共産連立政権 | 自社さ連立政権                 | 自社さ連立政権                 | 自社さ連立政権     | 自社さ連立政権      | 自社さ連立政権      |
| 内閣               | 細川                           | 羽田                   | 村山                           | 村山(改)                       | 橋本1              | 橋本2               | 橋本2(改)           |
| ワン・ワン・ライス | ワン・ワン・ライス             | ワン・ワン・ライス     | ワン・ワン・ライス             | ワン・ワン・ライス             | ワン・ワン・ライス | ワン・ワン・ライス  | ワン・ワン・ライス  |
| ------------------ | ------------------------------ | ---------------------- | ------------------------------ | ------------------------------ | ------------------ | ------------------- | ------------------- |
| 小沢一郎           | 新生党 代表幹事                | 新生党 代表幹事        | 新生党 代表幹事                | 新進党 幹事長                  | 新進党 党首        | 新進党 党首         | 新進党 党首         |
| 市川雄一           | 公明党 書記長                  | 公明党 書記長          | 公明党 書記長                  | 新進党 政務会長                | 新進党 副党首      | 新進党              | 新進党              |
| 米沢隆             | 民社党 書記長                  | 民社党 書記長          | 民社党 委員長                  | 新進党 副党首                  | 新進党 幹事長      | 新進党 副党首       | 新進党              |
| ビッグ・ムラ・ムラ |                                |                        |                                |                                |                    |                     |                     |
| 大内啓伍           | 厚生大臣 民社党 委員長         | 厚生大臣 民社党 委員長 | 民社党                         | 自由連合 総裁                  | 自由民主党         | 自由民主党          | 自由民主党          |
| 村山富市           | 日本社会党 国会対策委員長      | 日本社会党 委員長      | 内閣総理大臣 日本社会党 委員長 | 内閣総理大臣 日本社会党 委員長 | 日本社会党 委員長  | 社会民主党 特別代表 | 社会民主党 特別代表 |
| 武村正義           | 内閣官房長官 新党さきがけ 代表 | 新党さきがけ 代表      | 大蔵大臣 新党さきがけ 代表     | 大蔵大臣 新党さきがけ 代表     | 新党さきがけ 代表  | 新党さきがけ        | 新党さきがけ        |

- 政府や政党の役職、与野党の区分は、全て内閣発足時の情報に従って記載。
- 色は桃色：与党、黄色：閣外協力、水色：野党を表す。

## 沿革

### 自公民路線
1989年の第15回参議院議員通常選挙で大敗した自由民主党は内閣・党執行部を刷新。党総裁に海部俊樹が、党幹事長には小沢が就任した。
新執行部の課題は過半数割れした参議院での対策であった。そこで小沢は公明党・民社党両党の協力が必須として公明党書記長の市川・民社党書記長の米沢に接近した。小沢を支える金丸信は国対族の中でも特に野党とのパイプが太く、小沢はそのつてを利用することができた。
第15回参院選および1990年の第39回衆議院議員総選挙では、野党で日本社会党が議席を大きく伸ばした。また、参院選では社公民統一候補の「連合の会（のちの民主改革連合）」も国政選挙初参加で12人中11人当選という成果を上げた。しかし、公明・民社両党は議席を減らし、特に民社党は総選挙で結党以来最低となる大敗となった。市川・米沢は党勢の停滞に危機感を持ち、かつ現実路線に移行しない社会党に失望、社公民路線の転換を検討していた。
1991年、小沢は東京都知事選挙において現職の鈴木俊一の推薦に否定的であった公明党の意向を汲み、磯村尚徳を擁立（自民党本部・民社党本部・公明党都本部推薦）するも、自民都連が支持する鈴木が当選し磯村は落選する。都知事選を含む第12回統一地方選挙全体では自民党が勝利したため自民党内からは執行部の責任を問われなかったが、小沢はあえて幹事長を引責辞任したことで公民両党からの信頼を深め、自公民の協力関係の礎を築く事に成功した。
1992年、PKO国会で社会党が日本共産党および社会民主連合と共に徹底抗戦する中、政府案の修正に自民党と公明・民社両党が合意する。社会党らが審議引き延ばしのための個別閣僚の不信任決議案提出戦術をとると、それを一事不再議の原則により封じるための内閣信任決議に公民両党も賛成し、社公民路線の終焉が明確となった。同年の第16回参院選では、公明は一部で自民と選挙協力を行ったが、民社は連合を介した社公民の枠組みでの選挙となった。しかし、PKO法で対立した両党の協力がうまく行くはずもなく、民社党は改選議席を維持したが、社会党は大敗。連合の会の公認候補は全滅した。

### 非自民・非共産連立与党
1993年、自民党最大派閥の竹下派の内部対立から始まった権力闘争の結果、小沢・羽田孜らは竹下派から離脱して羽田派を結成し「政治改革」を唱えて自民党を離党、新生党を結成した。新生党は社会・公明・民社と連立政権樹立で合意し、細川護煕率いる日本新党・武村正義が代表の新党さきがけを取り込んで非自民・非共産連立政権の細川内閣が発足した。
与党となった各党党首はすべて閣内に入ったため、党の意思決定は幹事長クラスの会議『与党代表者会議』で行われる事になり、小沢（新生党代表幹事）、市川、米沢が与党第一党の社会党を抑えて主導権を握った。
1994年4月、細川首相が辞任を表明すると羽田孜が後任の首相となったが、社会党は閣外協力に転じた。さらに民社党の大内の提案で、社会党・さきがけに断り無く、残りの与党各党で院内会派「改新」を結成した。与党第1会派となり、国会内でも社会党に対して主導権を握ろうとしたものだが、社会党は反発して与党を離脱し、さきがけも閣外協力に転じたため、羽田内閣は少数与党に転落した。野党となっていた自民党が羽田内閣不信任決議案を提出すると、可決が必至の情勢となり、羽田内閣は内閣総辞職した。自民党は社会党の村山富市を首相にする条件で自民・社会・さきがけの3党連立政権にこぎ着け、与党復帰を果たした。会派「改新」は対抗勢力として新進党を結成したものの、野党暮らしが続くと自民党に移籍する議員が続出し、党内の内紛も絶えず、1997年12月に解散した。

## 「ワン・ワン・ライス」のその後
新進党の解党後は、小沢は自由党、市川は新党平和を経て再度結党された公明党、米沢は新進党公認として立候補した第41回衆議院議員総選挙で落選していたが、解党後民主党に入党し（2002年10月に繰り上げ当選で国政に復帰）、それぞれ袂を分かつ形となった。
小沢は2003年の民由合併により民主党に合流。再び米沢と同じ政党に属することになった。市川については公明党に所属したまま、同年11月の衆議院解散をもって政界から引退、米沢は2005年の第44回衆議院議員総選挙で落選し政界から引退した。市川は新進党解党後は小沢との関係は冷めていたが、自身の引退後は再び親交を持つようになっており、民主党政権下の2010年1月に市川が公明党常任顧問に就任し党務に復帰すると、公明党の小沢との連携模索ではないかとの憶測を呼んだ。
その後米沢は2016年6月に、市川は2017年12月に死去した。
小沢は市川・米沢の政界引退後も政治活動を続け、2012年には社会保障・税一体改革関連法案に反対し民主党を離党。日本未来の党や生活の党を経て、2019年に国民民主党に合流した。この際、国民民主党代表の玉木雄一郎が小沢との交渉に対応したことから、国民民主党幹部の中には小沢と玉木の関係をかつての小沢と市川の「一・一ライン」になぞらえ、「新『一・一ライン』」と表現する者もいた。